# Георгиевка (Горьковский район)
Гео́ргиевка — село в Горьковском районе Омской области. Административный центр Георгиевского сельского поселения.

## История
Основано в 1895 году. В 1928 г. посёлок Георгиевка состоял из 152 хозяйств, основное население — русские. Центр Георгиевского сельсовета Бородинского района Омского округа Сибирского края.

## Население
| 2002 | 2010 | 2021 |
| ---- | ---- | ---- |
| 937  | ↘793 | ↘732 |